# Trzebnica (stacja kolejowa)
Trzebnica – czołowa stacja kolejowa w Trzebnicy, w województwie dolnośląskim, w Polsce. Obsługuje wrocławski ruch aglomeracyjny i jest elementem Wrocławskiej Kolei Aglomeracyjnej.

## Historia
Budynek dworca kolejowego postawiono w 1886 roku. Do 1954 roku mieściła się w nim restauracja, kasy, biuro zawiadowcy. W składzie opałowym przechowywano węgiel dla parowozów, a parowozownia służyła jako warsztat naprawczy wagonów i lokomotyw. Do Wrocławia kursowało od 10 do 12 par pociągów osobowych (w tym ambulanse pocztowe). Linię obsługiwały dwa parowozy.
Linia z Wrocławia Psie Pole do Trzebnicy została zamknięta w roku 1990, od tego czasu część torowiska została rozkradziona. W styczniu 2009 roku rozpoczęto remont torowiska i poprawę jego geometrii dla podniesienia prędkości. Począwszy od 20 września 2009 roku na trasie do Wrocławia Głównego uruchomiono kursy szynobusów.
Na stacji zachowały się także: obrotnica kolejowa, konstrukcja inżynierska z końca XIX wieku, służąca do obracania lokomotyw i wagonów oraz kierowania ich np. do parowozowni, składu opału i żuraw wodny – specjalna żeliwna pompa do napełniania wodą kotłów parowozów.

## Ruch pasażerski
Stację Trzebnica obsługują ̪Koleje Dolnośląskie. W roku 2018 stacja obsługiwała ok. 1200 pasażerów w ciągu doby, co dało jej 11. miejsce pośród stacji w aglomeracji wrocławskiej. W roku 2022 stacja obsługiwała 1300 pasażerów na dobę. 

## Komunikacja z dworcem
W listopadzie 2010 r. uruchomiono pierwszą w historii miasta linię komunikacji miejskiej, która łączy dworzec kolejowy z kilkunastoma przystankami w całej Trzebnicy, obecnie jest to linia A.